# 2013 코파 델 레이 결승전
2013 코파 델 레이 결승전(스페인어: La Final de la Copa del Rey de 2013)은 스페인의 축구 컵대회인 코파 델 레이의 109번째 결승전이다. 이 결승전 경기는 레알 마드리드와 아틀레티코 마드리드 간의 마드리드 더비 경기로, 2013년 5월 17일에 마드리드의 산티아고 베르나베우에서 진행되었다. 이 경기는 1992년 이래 두 구단이 처음으로 결승전에서 맞붙은 사례로, 당시 아틀레티코 마드리드가 레알 마드리드를 2-0으로 이겼다. 1992년 결승전 전에도 세 차례 결승전 맞대결을 벌였었다: 1960년, 1961년, 그리고 1975년의 프랑코 정권 시절 결승전이었고, 레알 마드리드가 승리한 1975년 결승전을 제외하고 모두 아틀레티코 마드리드가 이겼다.
아틀레티코 마드리드는 이 경기에서 승리하여 1996년 이래 17년 만이자 통산 10번째 우승을 거두었다. 또한 아틀레티코 마드리드는 1992년 이래 처음으로 2년 연속 우승컵을 수확했는데, 전 시즌에는 유로파리그 우승을 거두었었다.

## 결승전 구장과 일정 선정
레알 마드리드와 아틀레티코 마드리드, 스페인 왕립 축구 연맹(RFEF)은 마드리드에서 결승전을 치르기로 만장일치로 결정했다. 80,000석 이상의 수용 인원이 더 많은 산티아고 베르나베우(레알 마드리드의 안방)가 아틀레티코 마드리드의 비센테 칼데론을 제치고 선정되었다. 양측은 30,000석의 입장권이 배정되었고, 나머지는 스페인 왕립 축구 연맹 몫이 되었다.
결승전은 본래 2013년 5월 18일 토요일에 열릴 예정이었으나 텔레비전 중계 문제로 인해 2013년 5월 17일 금요일로 앞당겨졌다.

## 공인구
이 경기의 공인구는 아디다스의 카푸사로 2013년 FIFA 컨페더레이션스컵에 사용될 공인구였다.

## 결승전까지의 경기
| 레알 마드리드 | 레알 마드리드 | 레알 마드리드      | 단계     | 아틀레티코 마드리드 | 아틀레티코 마드리드 | 아틀레티코 마드리드 |
| ------------- | ------------- | ------------------ | -------- | ------------------- | ------------------- | ------------------- |
| 상대          | 결과          | 상세 결과          |          | 상대                | 결과                | 상세 결과           |
| 알코야노      | 7–1           | 4–1 원정; 3–0 안방 | 32강전   | 하엔                | 4–0                 | 3–0 원정; 1–0 안방  |
| 셀타 비고     | 5–2           | 1–2 원정; 4–0 안방 | 16강전   | 헤타페              | 3–0                 | 3–0 안방; 0–0 원정  |
| 발렌시아      | 3–1           | 2–0 안방; 1–1 원정 | 8강전    | 베티스              | 3–1                 | 2–0 안방; 1–1 원정  |
| 바르셀로나    | 4–2           | 1–1 안방; 3–1 원정 | 준결승전 | 세비야              | 4–3                 | 2–1 안방; 2–2 원정  |

## 상세 경기 정보
| 레알 마드리드 | 1–2 (연) | 아틀레티코 마드리드     |
| ------------- | -------- | ----------------------- |
| 호날두 14′    | 리포트   | 코스타 35′ · 미란다 98′ |

| 레알 마드리드 | 아틀레티코 |

|                 |    |                        |            |     |
|                 |    |                        |            |     |
| GK              | 25 | 디에고 로페스          |            |     |
| RB              | 15 | 마이클 에시엔          | 101′       |     |
| CB              | 18 | 라울 알비올            |            |     |
| CB              | 4  | 세르히오 라모스 (주장) | 74′        |     |
| LB              | 5  | 파비우 코엔트랑        | 54′        | 91′ |
| CM              | 14 | 샤비 알론소            |            |     |
| CM              | 6  | 사미 케디라            | 65′        |     |
| RW              | 10 | 메수트 외질            | 72′        |     |
| AM              | 19 | 루카 모드리치          |            | 91′ |
| LW              | 7  | 크리스티아누 호날두    | 90+3′ 115′ |     |
| CF              | 9  | 카림 벤제마            |            | 91′ |
| 교체 선수:      |    |                        |            |     |
| GK              | 1  | 이케르 카시야스        |            |     |
| DF              | 11 | 히카르두 카르발류      |            |     |
| DF              | 17 | 알바로 아르벨로아      |            | 91′ |
| MF              | 8  | 카카                   |            |     |
| MF              | 21 | 호세 카예혼            |            |     |
| MF              | 22 | 앙헬 디 마리아         | 119′       | 91′ |
| FW              | 20 | 곤살로 이과인          |            | 91′ |
| 감독:           |    |                        |            |     |
| 조제 모리뉴 76' |    |                        |            |     |

|                 |    |                       |             |      |
|                 |    |                       |             |      |
| GK              | 13 | 티보 쿠르투아         |             |      |
| RB              | 20 | 후안프란              |             |      |
| CB              | 2  | 디에고 고딘           |             |      |
| CB              | 23 | 미란다                | 120+3′      |      |
| LB              | 3  | 필리피 루이스         |             |      |
| CM              | 4  | 마리오 수아레스       | 100′        |      |
| CM              | 14 | 가비 (주장)           | 114′ 120+5′ |      |
| RW              | 6  | 코케                  | 105+1′      | 113′ |
| LW              | 10 | 아르다 투란           | 37′         | 111′ |
| CF              | 19 | 디에고 코스타         | 69′         |      |
| CF              | 9  | 라다멜 팔카오         |             |      |
| 교체 선수:      |    |                       |             |      |
| GK              | 25 | 세르히오 아셍호       |             |      |
| DF              | 18 | 카타 디아스           |             |      |
| MF              | 5  | 티아구                |             |      |
| MF              | 7  | 아드리안              |             |      |
| MF              | 8  | 라울 가르시아         |             | 113′ |
| MF              | 11 | 크리스티안 로드리게스 |             | 111′ |
| FW              | 30 | 올리베르              |             |      |
| 감독:           |    |                       |             |      |
| 디에고 시메오네 |    |                       |             |      |

## 같이 보기
- 엘 데르비 마드릴레뇨